# 大手町站 (東京都)

配置圖

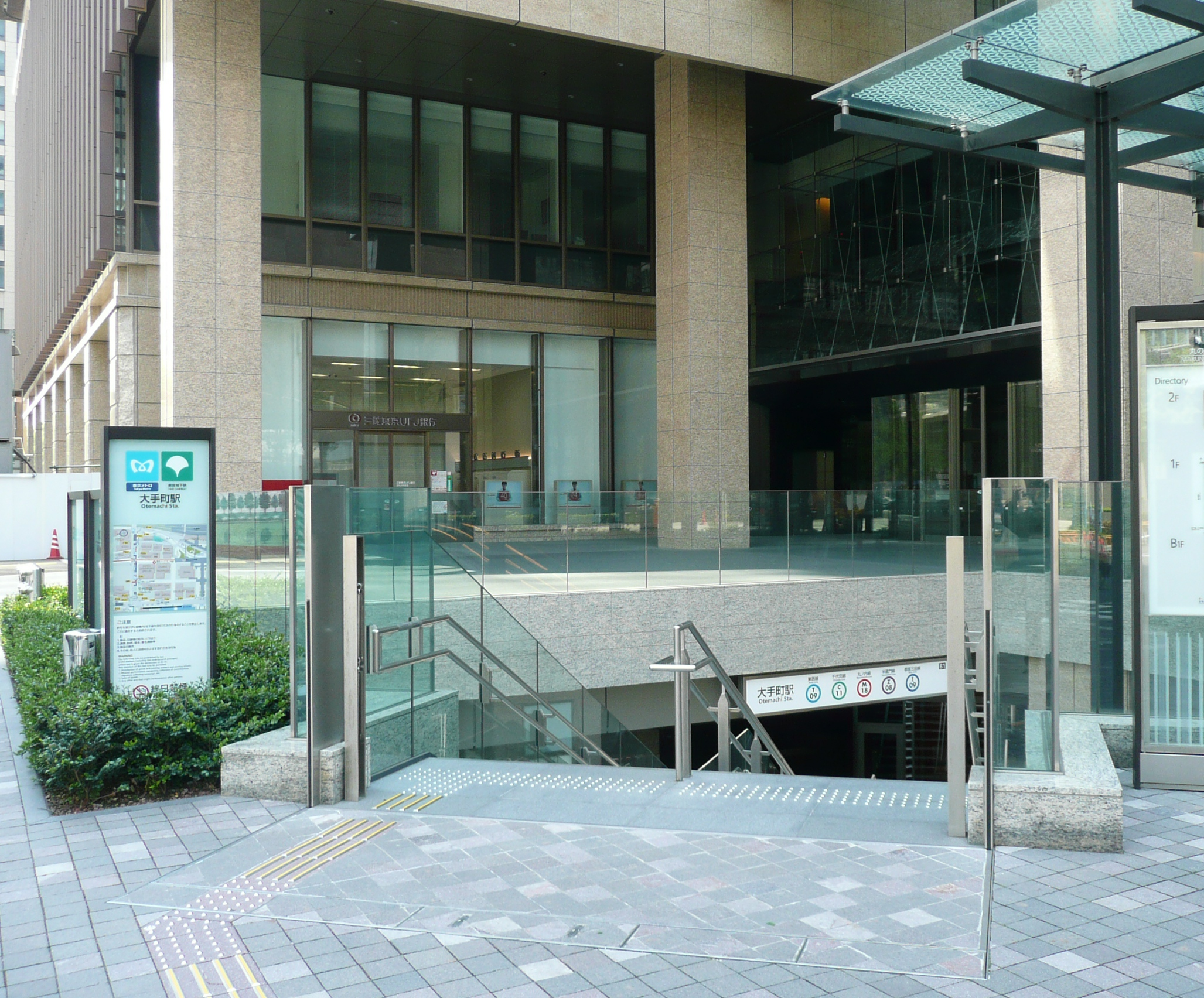
B1出入口(2023年4月)

大手町站（日语：／ Ōtemachi eki */?）是位於日本東京都千代田區，屬於東京地下鐵、東京都交通局（都營地下鐵）的鐵路車站。東京地下鐵車站位於大手町，都營地下鐵車站則位於丸之內。

## 概要
本站為日本最大之地下車站，集結了條地鐵路線，還可以步行至東京站。丸之內線的副站名為「產經前」，三田線在直通東急目黑線日吉站後也新增副站名「讀賣新聞社前」。

## 歷史
- 1956年（昭和31年）7月20日：營團地下鐵丸之內線開業（最初於東京產經大廈下開業。車內廣播在「大手町」後加上「產經前」）。
- 1966年（昭和41年）10月1日：營團地下鐵東西線開業（設於接近東京站的永代通（日语：永代通り）地下）。
- 1969年（昭和44年）12月20日：營團地下鐵千代田線開業（千代田線與都營地下鐵6號線在本站至日比谷站路段一同建設，千代田線先行開業）。
- 1972年（昭和47年）6月30日：都營地下鐵6號線開業。
- 1978年（昭和53年）7月1日：都營地下鐵6號線改名三田線。
- 1989年（平成元年）1月26日：營團地下鐵半藏門線開業（月台位於丸之內線與千代田線之間）。
- 2004年（平成16年）4月1日：營團地下鐵民營化，丸之內線、東西線、千代田線、半藏門線由東京地下鐵繼承。
- 2008年（平成20年）3月15日：小田急浪漫特快開始與千代田線直通運行。

## 車站構造
各路線排列方式就如「□」字加上左下棒狀部份（「P」字型）。左邊順時針方向依次為千代田線、半藏門線、丸之內線、東西線，縱棒部分為三田線。半藏門線通車時NHK新聞節目曾以「日本第一地下鐵車站」進行報導。

### 東京地下鐵
丸之內線為相對式月台2面2線、其他路線為島式月台1面2線的地下車站。
東京地下鐵各線可站內轉乘，其中丸之內線、半藏門線與東西線無法直達，轉乘時走站外通道較為便利，因此乘車券類皆可站外轉乘。但若不考慮距離，可經由千代田線月台進行站內轉乘。東西線轉乘半藏門線時，東西線月台中野側與半藏門線月台澀谷側轉乘時走千代田線月台的距離較短。現在由於站內工程（後述）通道狹窄，與東京地下鐵其他三條路線皆可站外轉乘。
東西線與半藏門線，三田線與半藏門線、丸之內線之間的相互轉乘距離較長。因此東西線與半藏門線在九段下站轉乘、三田線與半藏門線在神保町站轉乘較為便利。
丸之內線月台為了不要太靠近南鄰的東京站，選擇在現在的位置設站。另外，由於本站～東京站間的隧道下也有車站設施，東西線月台付費區外通道在丸之內線隧道的部分採取下鑿構造，而東西線月台與丸之內線隧道交會部分的天花板也較低。
由於東西線月台最接近JR東京站，因此轉乘資訊上可見東京站。相反地，東京站也只有東西線大手町站的介紹。JR東京站的轉乘資訊除了東西線還有丸之內線，但指的是丸之內線東京站，非大手町站。
千代田線原先以本站作為第一期開業區間的終點，因此新御茶之水站側設有橫渡線。現在僅在緊急時使用。
東西線剪票口出來後分為JR東京站八重洲口、丸之內口兩方向，出口資訊上標註搭乘新幹線須往八重洲口（含日本橋口）。
本站是站務管區所在站，管理大手町站務管區大手町地域、日比谷地域、新木場地域。

#### 月台配置
| 月台 | 路線     | 目的地                             |
| ---- | -------- | ---------------------------------- |
| 1    | 丸之內線 | 銀座、新宿、荻窪方向               |
| 2    | 丸之內線 | 後樂園、池袋方向                   |
| 3    | 東西線   | 西船橋、津田沼、東葉勝田台方向     |
| 4    | 東西線   | 飯田橋、中野、三鷹方向             |
| 5    | 千代田線 | 代代木上原、伊勢原、唐木田方向     |
| 6    | 千代田線 | 北千住、綾瀨、我孫子方向           |
| 7    | 半藏門線 | 九段下、澀谷、中央林間方向         |
| 8    | 半藏門線 | 押上〈晴空塔前〉、久喜、南栗橋方向 |

（來源：東京地下鐵:構內圖（页面存档备份，存于））
- 本站月台編號排至8號，是東京地下鐵車站當中最多。
- 千代田線平日夜間時段有四班本站始發往本厚木的浪漫特快「Metro Homeway」。
- 半藏門線月台押上側非直線，因此全日配置站員監視。

#### 無障礙設施
丸之內線月台以外的剪票口與月台之間設有電梯。
廁所共有六處，多功能廁所位於東西線中央剪票口與半藏門線月台上方的澀谷側地下3樓兩處。僅後者有幼兒、人工肛門對應設施。

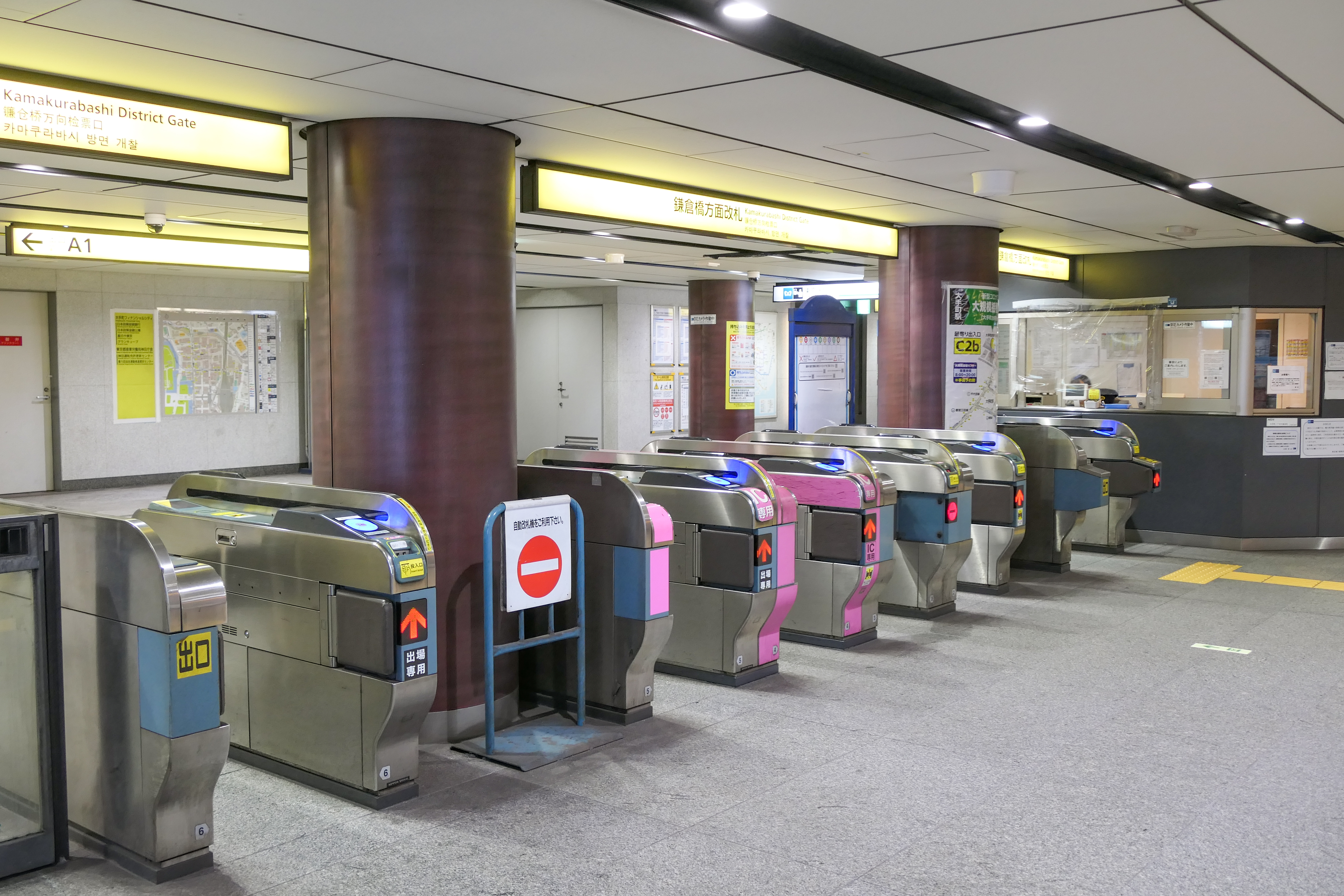
往鎌倉橋方向的驗票口（2022年7月）
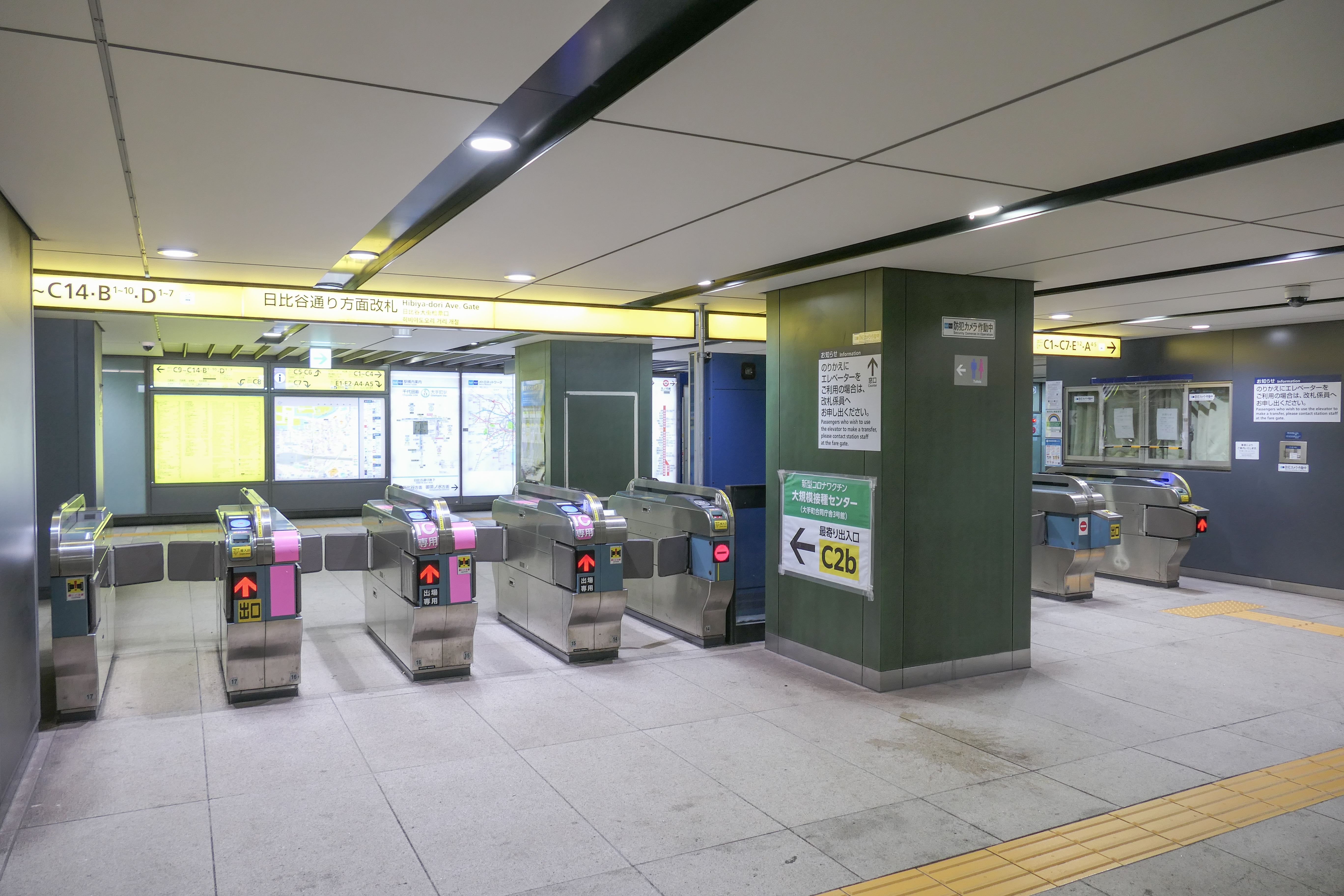
往日比谷通方向的驗票口（2022年7月）
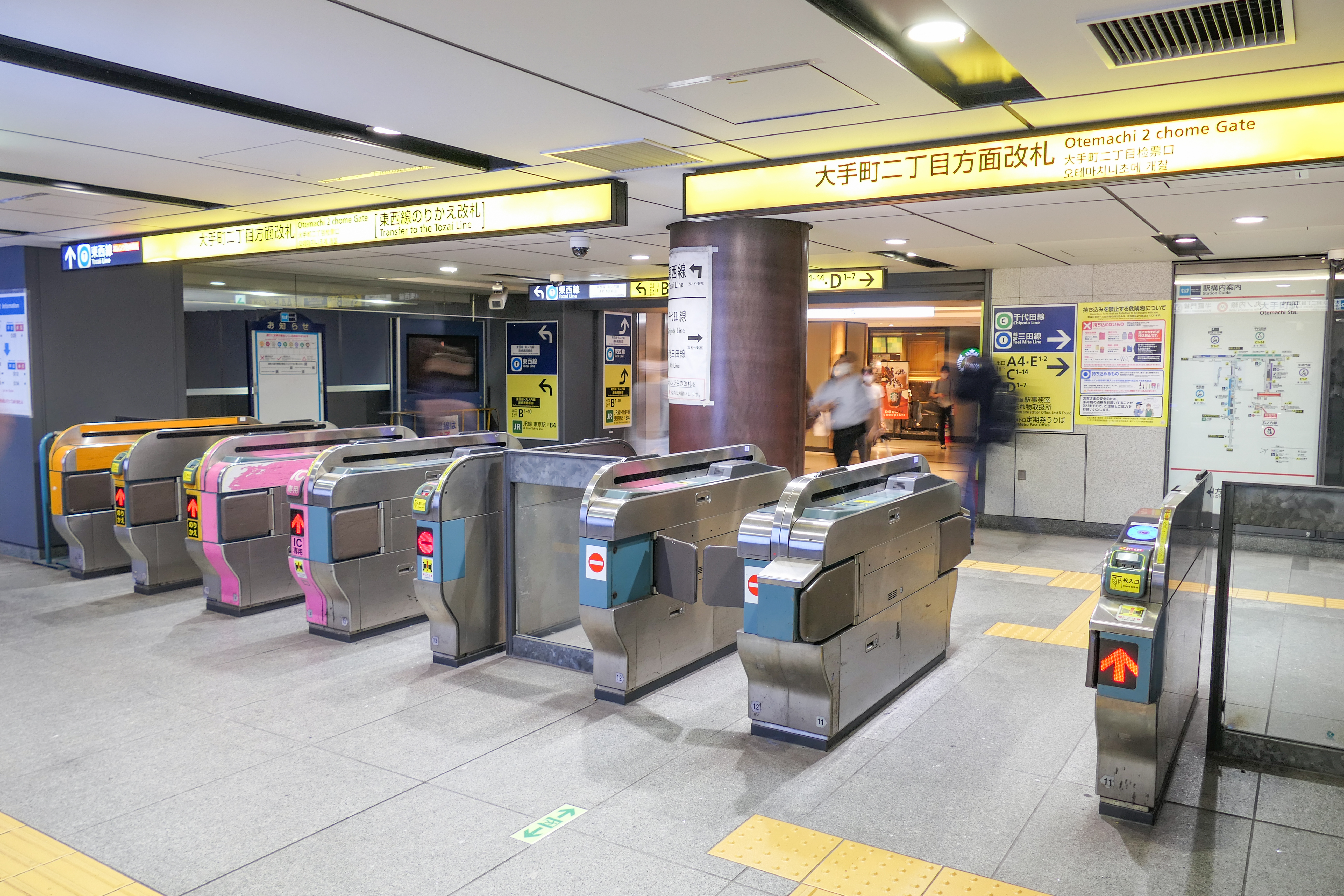
往大手町二丁目方向的驗票口（2022年7月）
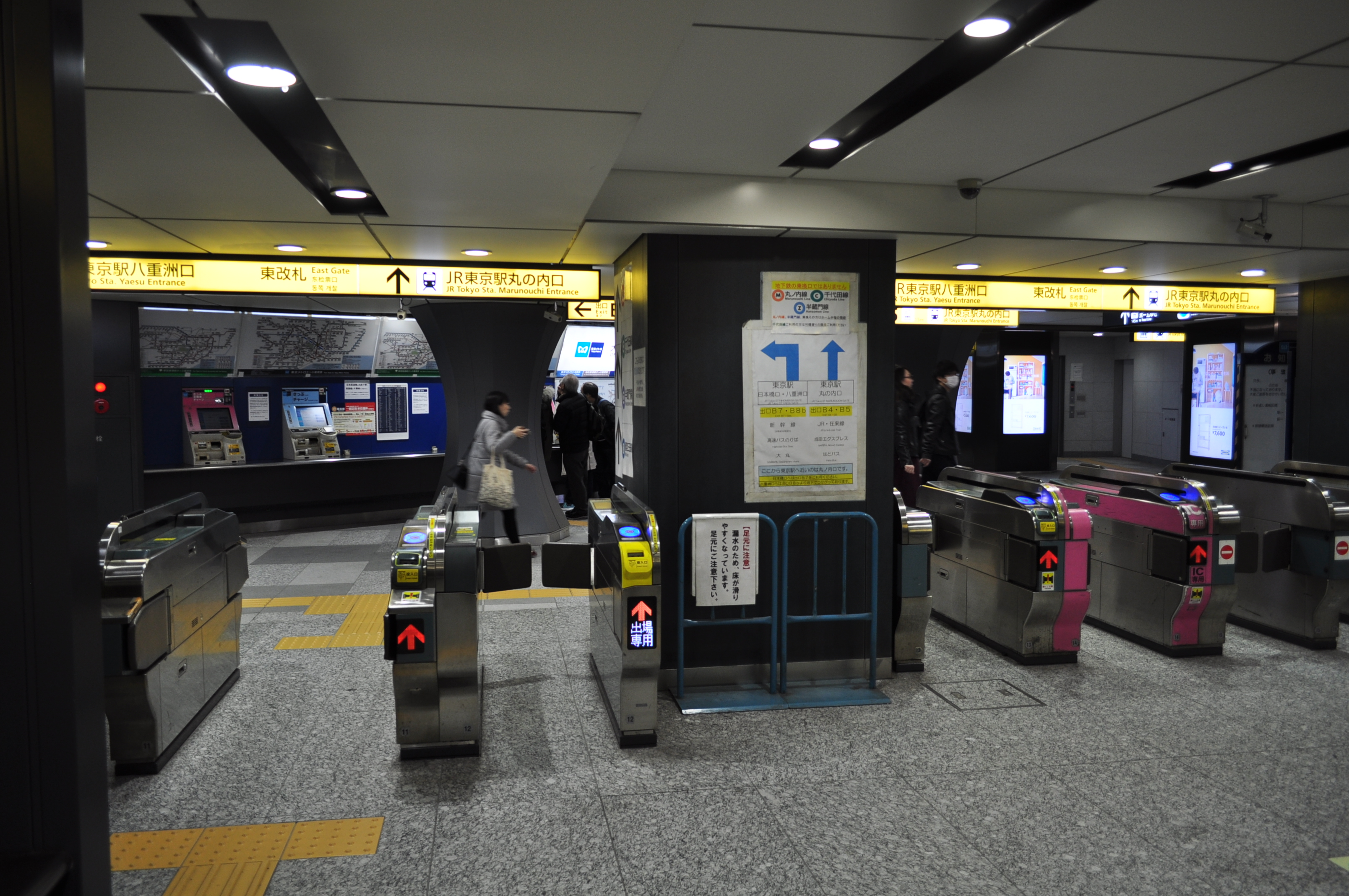
東西線驗票口（2018年3月）
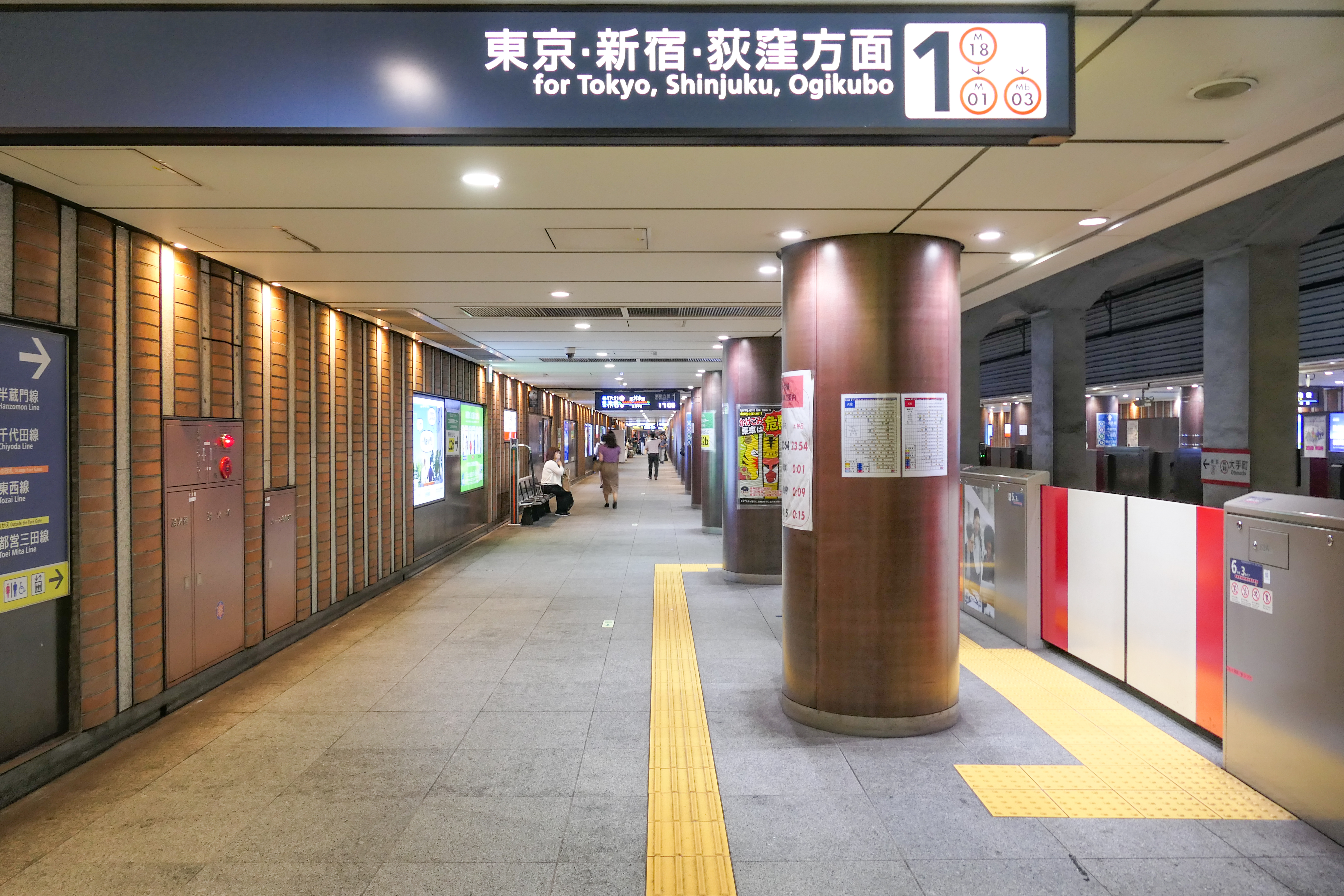
丸之內線1號月台（2022年7月）
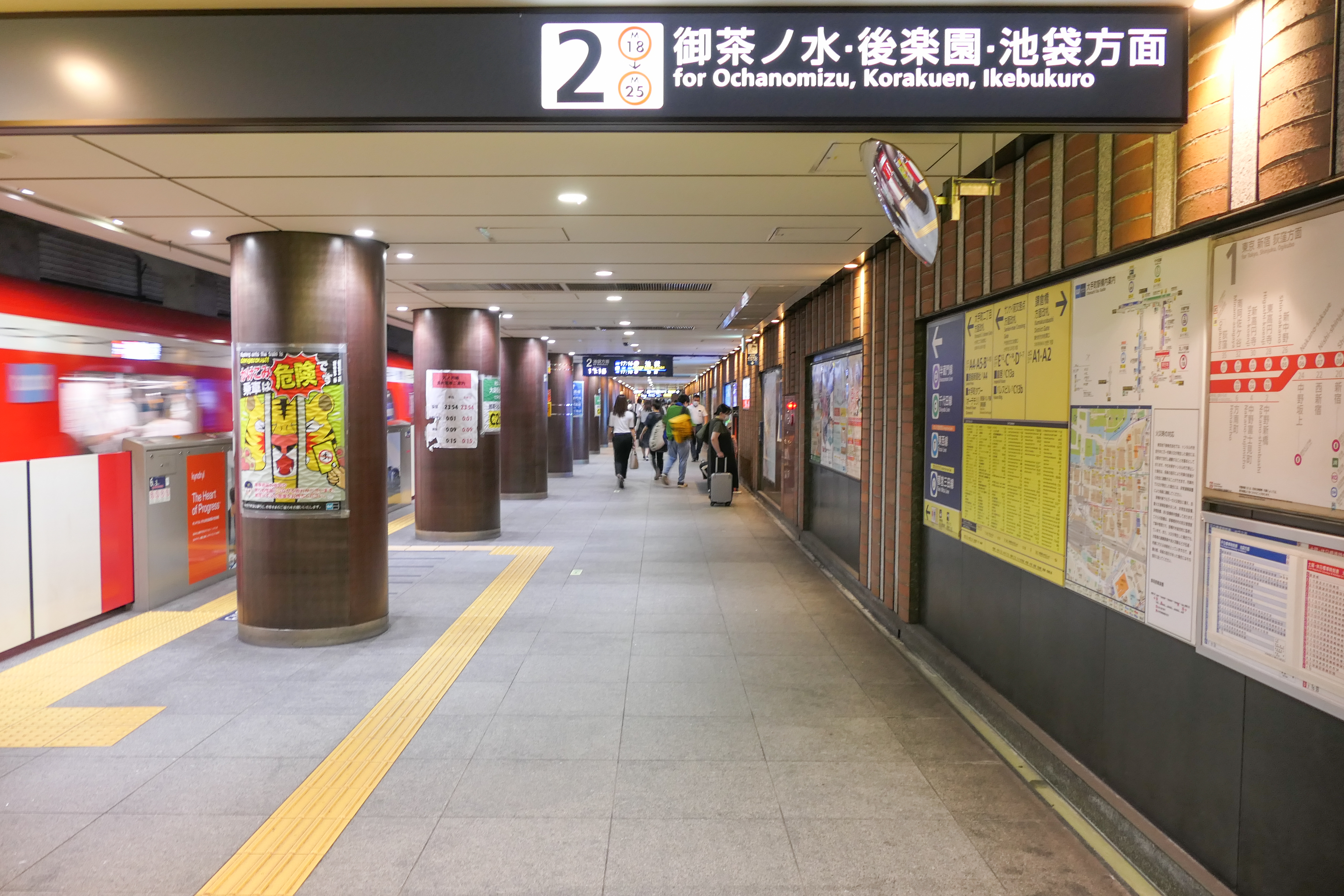
丸之內線2號月台（2022年7月）
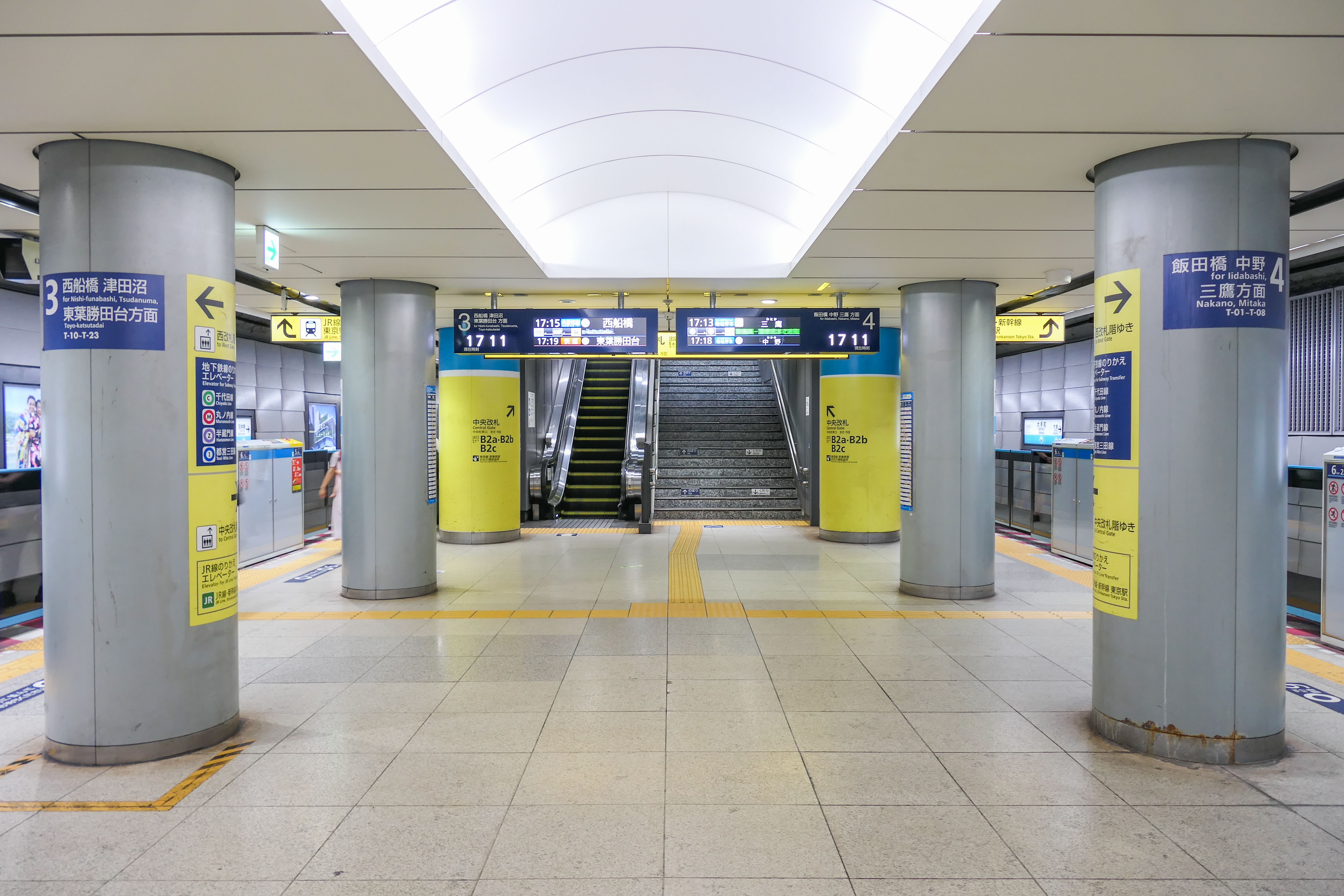
東西線3號與4號月台（2022年7月）
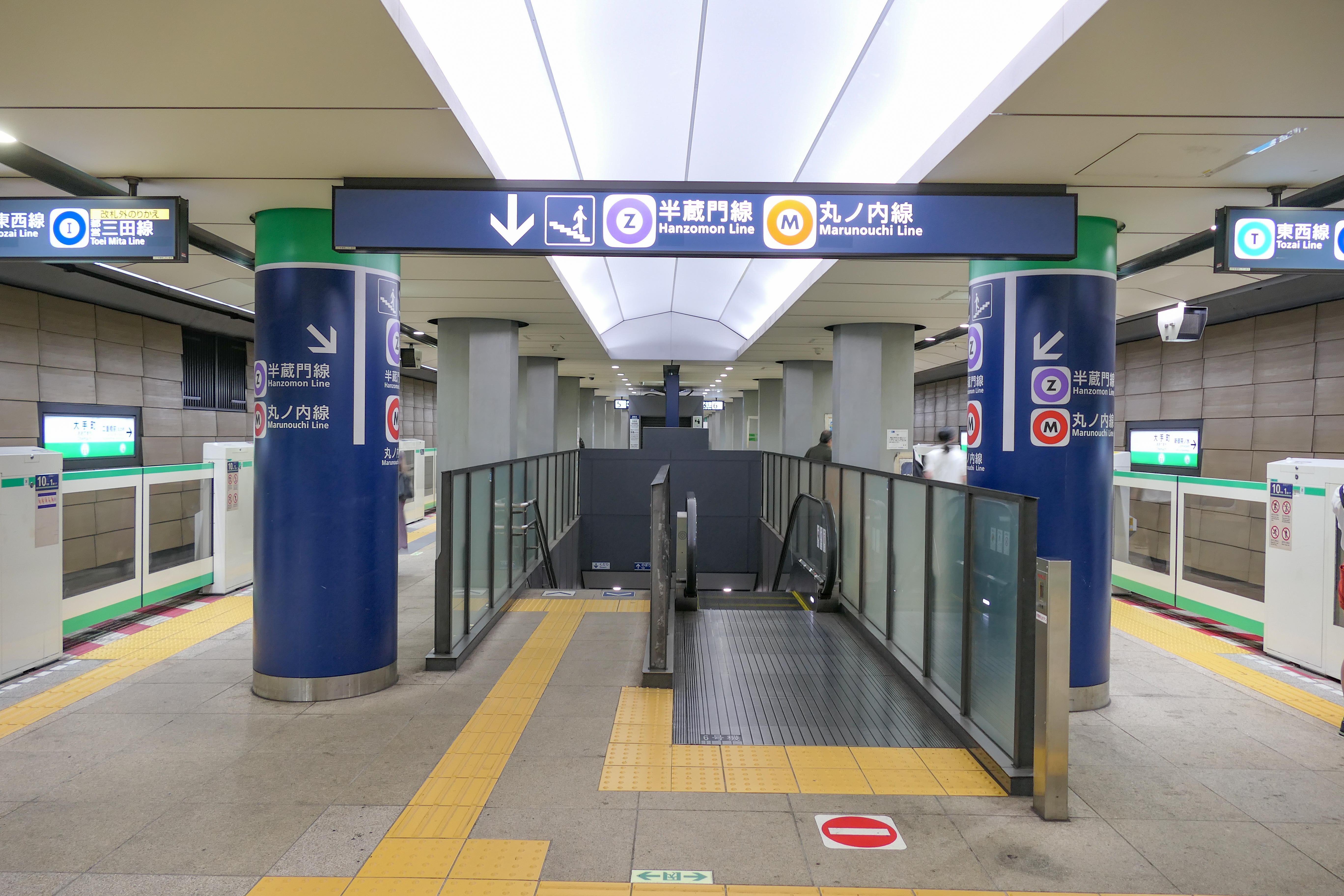
千代田線5號與6號月台（2022年7月）
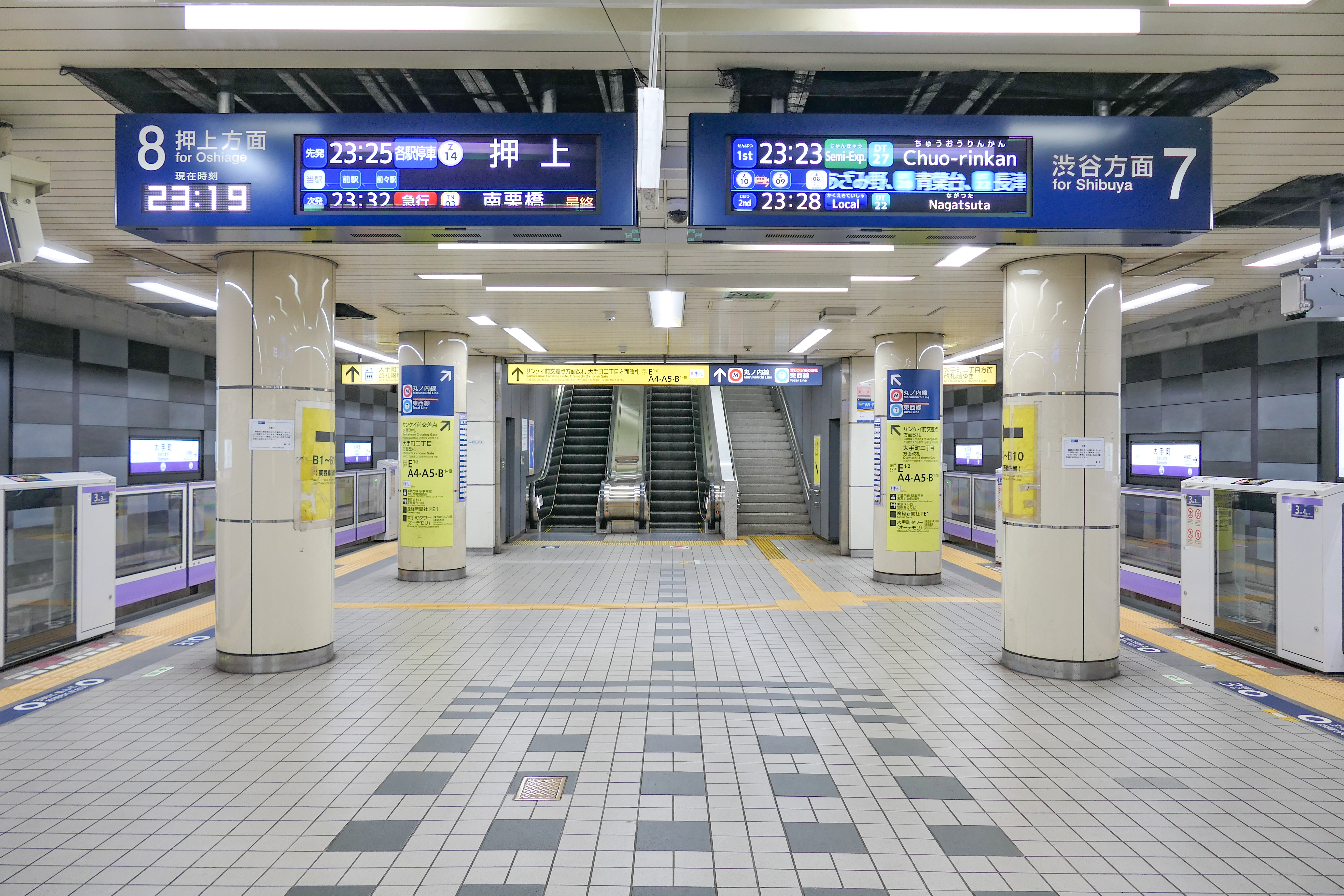
半蔵門線7號與8號月台（2022年7月）

### 東京都交通局
本站為島式月台1面2線的地下車站。站內曾在大廳牆壁放上吉卜力工作室作品與讀賣日本交響樂團圖像。另外，月台支柱與車站廣告也以讀賣巨人與新聞作為設計主題。2008年（平成20年）1月，本站與東京地下鐵一樣更新站內看板資訊系統。更新內容與新宿線新宿三丁目站相同。發車音樂則與東急目黑線共通。
日比谷側的地面出入口有部分與千代田線二重橋前站出口共用。另外，2007年行幸地下通路完工後，可藉由地下通道通往東京站。
在帝都高速度交通營團（營團地下鐵）時代，到站廣播內容為「轉乘營團地下鐵線」，東京地下鐵成立後改稱路線名為「轉乘東西線、千代田線、丸之內線、半藏門線」。

#### 月台配置
| 月台 | 路線   | 目的地                             |
| ---- | ------ | ---------------------------------- |
| 1    | 三田線 | 日比谷、白金高輪、目黑、目黑線方向 |
| 2    | 三田線 | 水道橋、巢鴨、西高島平方向         |

（來源：都營地下鐵:車站構內圖（页面存档备份，存于））

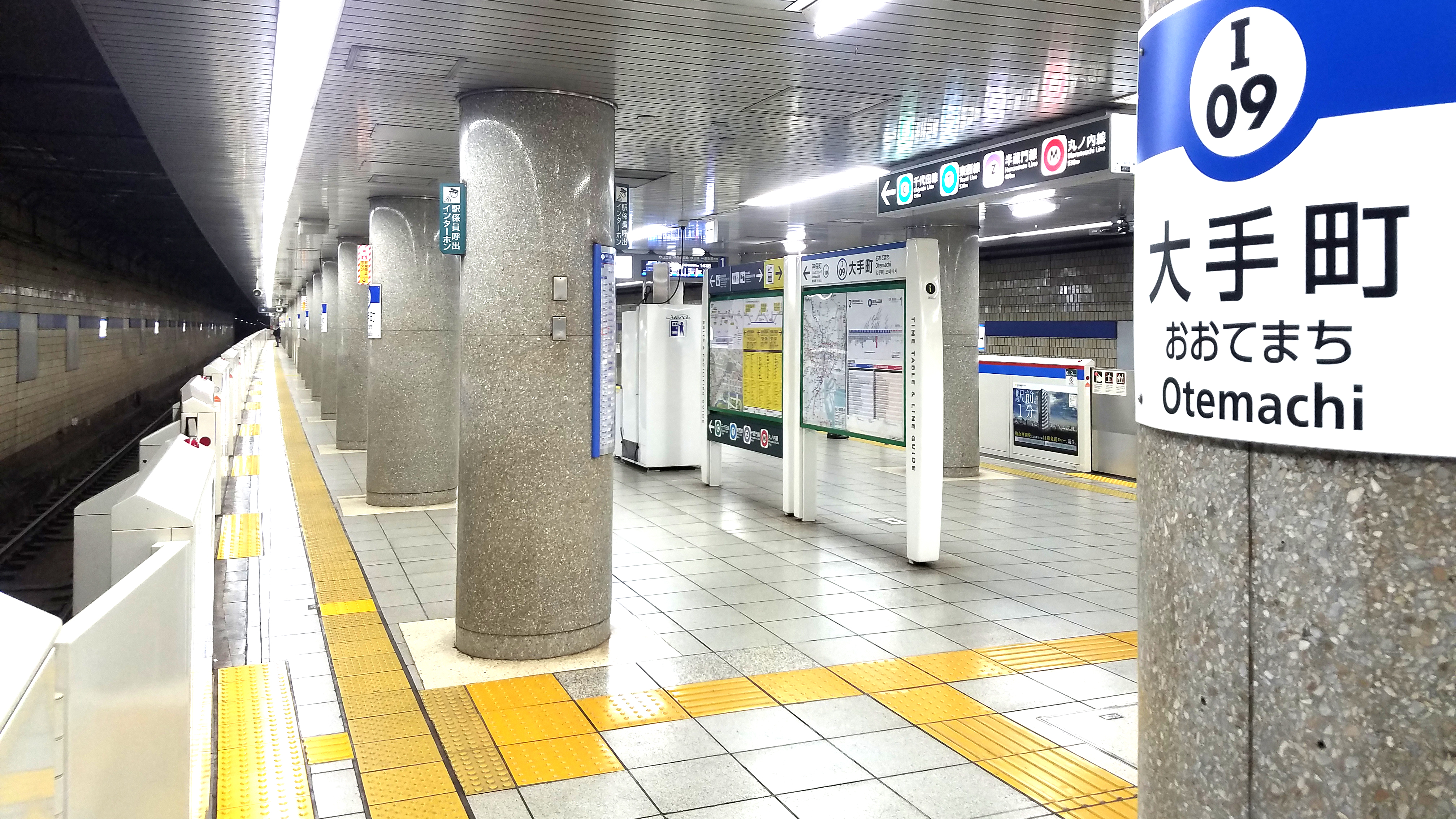
三田線月台（2019年12月10日）

## 利用狀況
- 東京地下鐵 - 2017年度1日平均上下車人次為338,955人[5]。東京地下鐵全部車站中僅次於池袋站高居第2位。此數值不計東京地下鐵線內轉乘人次。
  - 包含東京地下鐵線內轉乘人次在內，2017年度各路線1日平均上下車人次如下[6]。
    - 丸之內線：183,818人 - 該線內次於池袋站、新宿站、東京站、赤坂見附站名列第5位。
    - 東西線：296,728人 - 該線內第1位。
    - 千代田線：226,944人 - 該線內次於綾瀨站、北千住站、代代木上原站排名第4位。
    - 半蔵門線：190,569人 - 該線內次於澀谷站、表參道站名列第3位。
- 東京都交通局 - 2017年度1日平均上下車人次為104,455人（上車人次：51,931人、下車人次：52,524人）[7]。

### 各年度1日平均上下車人次
各年度1日平均上下車人次如下表。
- 東京地下鐵不包含線內轉乘人次。

| 年度               | 營團 / 東京地下鐵  | 營團 / 東京地下鐵 | 都營地下鐵         | 都營地下鐵 |
| 年度               | 1日平均 上下車人次 | 增長率            | 1日平均 上下車人次 | 增長率     |
| ------------------ | ------------------ | ----------------- | ------------------ | ---------- |
| 1999年（平成11年） | 296,354            |                   |                    |            |
| 2000年（平成12年） | 287,714            | −2.9%             | 69,234             |            |
| 2001年（平成13年） | 277,422            | −3.6%             | 69,546             | 0.5%       |
| 2002年（平成14年） | 270,486            | −2.5%             | 70,634             | 1.6%       |
| 2003年（平成15年） | 268,462            | −0.7%             | 70,407             | −0.3%      |
| 2004年（平成16年） | 269,977            | 0.6%              | 71,154             | 1.1%       |
| 2005年（平成17年） | 274,843            | 1.8%              | 73,147             | 2.8%       |
| 2006年（平成18年） | 279,061            | 1.5%              | 75,518             | 3.2%       |
| 2007年（平成19年） | 294,236            | 5.4%              | 79,093             | 4.7%       |
| 2008年（平成20年） | 292,849            | −0.5%             | 81,341             | 2.8%       |
| 2009年（平成21年） | 280,381            | −4.3%             | 80,846             | −0.6%      |
| 2010年（平成22年） | 274,618            | −2.1%             | 80,087             | −0.9%      |
| 2011年（平成23年） | 269,848            | −1.7%             | 79,234             | −1.1%      |
| 2012年（平成24年） | 277,336            | 2.8%              | 82,960             | 4.7%       |
| 2013年（平成25年） | 288,037            | 3.9%              | 86,264             | 4.0%       |
| 2014年（平成26年） | 301,519            | 4.7%              | 90,776             | 5.2%       |
| 2015年（平成27年） | 313,620            | 4.0%              | 95,406             | 5.1%       |
| 2016年（平成28年） | 325,067            | 3.6%              | 99,972             | 4.8%       |
| 2017年（平成29年） | 338,955            | 4.3%              | 104,455            | 4.4%       |

### 各年度上車人次（1956年－2000年）
各年度上車人次如下表。
- 1966年度、1967年度與1976年度以後的丸之內線、東西線、千代田線、半藏門線不含東京地下鐵線內轉乘人次。

| 年度               | 營團     | 營團     | 營團     | 營團     | 都營地下鐵 | 出典              |
| 年度               | 丸之內線 | 東西線   | 千代田線 | 半藏門線 | 都營地下鐵 | 出典              |
| ------------------ | -------- | -------- | -------- | -------- | ---------- | ----------------- |
| 1956年（昭和31年） | 4,378    | 未 開 業 | 未 開 業 | 未 開 業 | 未 開 業   | [ 東京都統計 1 ]  |
| 1957年（昭和32年） | 5,840    | 未 開 業 | 未 開 業 | 未 開 業 | 未 開 業   | [ 東京都統計 2 ]  |
| 1958年（昭和33年） | 11,833   | 未 開 業 | 未 開 業 | 未 開 業 | 未 開 業   | [ 東京都統計 3 ]  |
| 1959年（昭和34年） | 19,309   | 未 開 業 | 未 開 業 | 未 開 業 | 未 開 業   | [ 東京都統計 4 ]  |
| 1960年（昭和35年） | 21,169   | 未 開 業 | 未 開 業 | 未 開 業 | 未 開 業   | [ 東京都統計 5 ]  |
| 1961年（昭和36年） | 26,460   | 未 開 業 | 未 開 業 | 未 開 業 | 未 開 業   | [ 東京都統計 6 ]  |
| 1962年（昭和37年） | 29,784   | 未 開 業 | 未 開 業 | 未 開 業 | 未 開 業   | [ 東京都統計 7 ]  |
| 1963年（昭和38年） | 33,732   | 未 開 業 | 未 開 業 | 未 開 業 | 未 開 業   | [ 東京都統計 8 ]  |
| 1964年（昭和39年） | 37,736   | 未 開 業 | 未 開 業 | 未 開 業 | 未 開 業   | [ 東京都統計 9 ]  |
| 1965年（昭和40年） | 37,863   | 未 開 業 | 未 開 業 | 未 開 業 | 未 開 業   | [ 東京都統計 10 ] |
| 1966年（昭和41年） | 35,074   | 12,882   | 未 開 業 | 未 開 業 | 未 開 業   | [ 東京都統計 11 ] |
| 1967年（昭和42年） | 35,145   | 20,082   | 未 開 業 | 未 開 業 | 未 開 業   | [ 東京都統計 12 ] |
| 1968年（昭和43年） | 60,476   | 51,546   | 未 開 業 | 未 開 業 | 未 開 業   | [ 東京都統計 13 ] |
| 1969年（昭和44年） | 69,272   | 72,333   | 14,757   | 未 開 業 | 未 開 業   | [ 東京都統計 14 ] |
| 1970年（昭和45年） | 77,918   | 87,992   | 20,690   | 未 開 業 | 未 開 業   | [ 東京都統計 15 ] |
| 1971年（昭和46年） | 75,579   | 98,549   | 38,538   | 未 開 業 | 未 開 業   | [ 東京都統計 16 ] |
| 1972年（昭和47年） | 72,381   | 102,362  | 44,518   | 未 開 業 | 11,534     | [ 東京都統計 17 ] |
| 1973年（昭和48年） | 67,277   | 100,036  | 51,542   | 未 開 業 | 17,315     | [ 東京都統計 18 ] |
| 1974年（昭和49年） |          | 58,348   |          | 未 開 業 | 24,115     | [ 東京都統計 19 ] |
| 1975年（昭和50年） |          | 130,005  |          | 未 開 業 | 27,186     | [ 東京都統計 20 ] |
| 1976年（昭和51年） | 39,153   | 60,200   | 34,858   | 未 開 業 | 30,097     | [ 東京都統計 21 ] |
| 1977年（昭和52年） | 38,175   | 62,148   | 38,819   | 未 開 業 | 32,710     | [ 東京都統計 22 ] |
| 1978年（昭和53年） | 35,542   | 61,205   | 41,701   | 未 開 業 | 32,849     | [ 東京都統計 23 ] |
| 1979年（昭和54年） | 35,842   | 61,866   | 44,423   | 未 開 業 | 33,235     | [ 東京都統計 24 ] |
| 1980年（昭和55年） | 35,008   | 61,934   | 45,340   | 未 開 業 | 33,899     | [ 東京都統計 25 ] |
| 1981年（昭和56年） | 34,838   | 62,636   | 45,214   | 未 開 業 | 35,222     | [ 東京都統計 26 ] |
| 1982年（昭和57年） | 34,644   | 62,893   | 45,592   | 未 開 業 | 36,532     | [ 東京都統計 27 ] |
| 1983年（昭和58年） | 35,014   | 65,708   | 45,811   | 未 開 業 | 39,678     | [ 東京都統計 28 ] |
| 1984年（昭和59年） | 34,644   | 68,110   | 47,186   | 未 開 業 | 37,482     | [ 東京都統計 29 ] |
| 1985年（昭和60年） | 35,414   | 68,784   | 48,121   | 未 開 業 | 37,490     | [ 東京都統計 30 ] |
| 1986年（昭和61年） | 36,047   | 70,742   | 49,247   | 未 開 業 | 38,375     | [ 東京都統計 31 ] |
| 1987年（昭和62年） | 36,022   | 73,366   | 49,415   | 未 開 業 | 39,128     | [ 東京都統計 32 ] |
| 1988年（昭和63年） | 36,811   | 75,603   | 48,830   | 5,800    | 39,436     | [ 東京都統計 33 ] |
| 1989年（平成元年） | 34,337   | 74,348   | 45,096   | 7,953    | 37,011     | [ 東京都統計 34 ] |
| 1990年（平成02年） | 33,729   | 73,093   | 45,441   | 9,964    | 37,211     | [ 東京都統計 35 ] |
| 1991年（平成03年） | 33,691   | 75,000   | 44,732   | 11,623   | 37,609     | [ 東京都統計 36 ] |
| 1992年（平成04年） | 33,222   | 76,737   | 44,490   | 12,515   |            | [ 東京都統計 37 ] |
| 1993年（平成05年） | 32,121   | 77,677   | 43,510   | 12,468   | 36,995     | [ 東京都統計 38 ] |
| 1994年（平成06年） | 30,786   | 75,655   | 42,033   | 12,575   | 36,460     | [ 東京都統計 39 ] |
| 1995年（平成07年） | 29,850   | 73,344   | 40,577   | 12,454   | 35,033     | [ 東京都統計 40 ] |
| 1996年（平成08年） | 29,707   | 72,786   | 39,115   | 12,608   | 34,249     | [ 東京都統計 41 ] |
| 1997年（平成09年） | 27,989   | 72,956   | 38,101   | 12,241   | 33,981     | [ 東京都統計 42 ] |
| 1998年（平成10年） | 28,241   | 73,674   | 38,638   | 12,608   | 34,452     | [ 東京都統計 43 ] |
| 1999年（平成11年） | 26,852   | 71,948   | 37,093   | 12,536   | 33,150     | [ 東京都統計 44 ] |
| 2000年（平成12年） | 26,690   | 71,000   | 34,795   | 12,071   | 33,773     | [ 東京都統計 45 ] |

### 各年度1日平均上車人次（2001年以後）
近年1日平均上車人次推移如下表。
| 年度               | 營團 / 東京地下鐵 | 營團 / 東京地下鐵 | 營團 / 東京地下鐵 | 營團 / 東京地下鐵 | 都營地下鐵 | 來源              |
| 年度               | 丸之內線          | 東西線            | 千代田線          | 半藏門線          | 都營地下鐵 | 來源              |
| ------------------ | ----------------- | ----------------- | ----------------- | ----------------- | ---------- | ----------------- |
| 2001年（平成13年） | 26,227            | 68,882            | 33,438            | 11,805            | 34,036     | [ 東京都統計 46 ] |
| 2002年（平成14年） | 24,622            | 67,474            | 32,055            | 11,945            | 34,584     | [ 東京都統計 47 ] |
| 2003年（平成15年） | 24,855            | 66,257            | 29,404            | 14,213            | 34,437     | [ 東京都統計 48 ] |
| 2004年（平成16年） | 27,104            | 67,129            | 27,378            | 14,874            | 34,825     | [ 東京都統計 49 ] |
| 2005年（平成17年） | 26,918            | 68,468            | 27,885            | 15,548            | 35,805     | [ 東京都統計 50 ] |
| 2006年（平成18年） | 25,367            | 69,510            | 29,852            | 16,167            | 36,975     | [ 東京都統計 51 ] |
| 2007年（平成19年） | 24,238            | 73,604            | 32,730            | 17,281            | 39,038     | [ 東京都統計 52 ] |
| 2008年（平成20年） | 22,658            | 73,838            | 33,458            | 16,882            | 40,162     | [ 東京都統計 53 ] |
| 2009年（平成21年） | 20,677            | 71,214            | 30,403            | 16,263            | 40,025     | [ 東京都統計 54 ] |
| 2010年（平成22年） | 19,230            | 71,085            | 31,877            | 15,964            | 39,701     | [ 東京都統計 55 ] |
| 2011年（平成23年） | 18,801            | 69,809            | 31,311            | 15,858            | 39,301     | [ 東京都統計 56 ] |
| 2012年（平成24年） | 19,408            | 71,438            | 31,973            | 16,877            | 41,142     | [ 東京都統計 57 ] |
| 2013年（平成25年） | 20,910            | 73,460            | 32,970            | 17,740            | 42,789     | [ 東京都統計 58 ] |
| 2014年（平成26年） | 22,833            | 75,515            | 34,479            | 18,953            | 44,992     | [ 東京都統計 59 ] |
| 2015年（平成27年） | 23,683            | 78,809            | 35,607            | 19,929            | 47,363     | [ 東京都統計 60 ] |
| 2016年（平成28年） | 25,858            | 79,704            | 36,959            | 21,452            | 49,669     | [ 東京都統計 61 ] |
| 2017年（平成29年） |                   |                   |                   |                   | 51,931     |                   |

備考
1. ↑  1956年7月20日開業。開業日から翌年3月31日までの計255日間を集計したデータ。
2. ↑  1966年10月1日開業。開業日から翌年3月31日までの計182日間を集計したデータ。
3. ↑  1969年12月20日開業。開業日から翌年3月31日までの計110日間を集計したデータ。
4. ↑  1972年6月30日開業。開業日から翌年3月31日までの計279日間を集計したデータ。
5. ↑  1989年1月26日開業。開業日から同年3月31日までの計65日間を集計したデータ。

## 車站周邊
車站周邊聚集許多大型銀行與商社、大眾媒體總部與其業界團體，是日本經濟的中樞。
- JR東京站
  - 東西線前往新幹線、京葉線可由B8b出口至日本橋口，前往其他在來線可使用B4、B5出口間的JR線連絡通道
  - 三田線從D1出口可通往行幸地下通路
- UBS集團
- 三菱東京UFJ銀行東京營業部
- 三菱UFJ信託銀行本店
- 產經大樓（日语：サンケイビル）（產經新聞東京本社（日语：産経新聞東京本社））
- 讀賣新聞大樓（讀賣新聞東京本社（日语：読売新聞東京本社））
- NTT大手町大樓（NTT Communications（日语：NTTコミュニケーションズ））
- 大手町第一廣場（日语：大手町ファーストスクエア）
- JA大廈
- 日本經濟新聞社東京本社
- 經團連會館（日语：経団連会館）
- 丸之內OAZO（日语：丸の内オアゾ）
  - 日本生命丸之內大廈
    - 日立製作所本社

  - 丸之內北口大廈（日语：丸の内北口ビル）
    - 野村總合研究所（日语：野村総合研究所）本社

  - 丸之内中心大廈（丸の内センタービル）
    - 丸之内中心大廈內郵便局

  - 新丸之内中心大廈（新丸の内センタービル）
- 日本政策投資銀行（日语：日本政策投資銀行）
- 日本政策金融公庫（日语：日本政策金融公庫）
- 國際協力銀行
- JFE商事大廈（日语：JFE商事ビル）
  - JFE商事（日语：JFE商事）東京本社
- URBAN NET大手町大廈
- 大手町野村大廈（日语：大手町野村ビル）

- KDDI大手町大廈
  - KDDI大手町大廈內郵便局
- 東京海上日動火災保險（日语：東京海上日動火災保険）本社
- 三井物產本社
- 三井生命保險（日语：三井生命保険）本社
- JX控股本社
  - JX能源本社
- 大手中心大廈（日语：大手センタービル）
- 大手町塔
  - 瑞穗銀行
    - 本店
    - 丸之內中央支店
    - 東京中央支店
    - 丸之內支店
- 大手町大樓（日语：大手町ビル）
  - 協和醱酵麒麟（日语：協和発酵キリン）本社
  - 大手町大樓內郵便局
  - 東京中央郵便局（日语：東京中央郵便局）大手町分室
  - 銀座郵便局（日语：銀座郵便局）大手町分室
- 新大手町大樓（日语：新大手町ビルヂング）
- 東京皇宮酒店
- 大手町合同廳舍
  - 大手町一郵便局
- 氣象廳
- 東京消防廳
- 東京消防廳丸之內消防署（日语：丸の内消防署）
- 皇居
  - 皇居外苑
  - 大手門
  - 皇居東御苑
- 國道1號
- 公庫大樓
- 丸之內大廈
- 新丸之內大廈

## 巴士路線
神田橋（C1、C2出口附近）
- 東43：往荒川土手／往東京站丸之內北口

大手町（C8、C9出口附近）
- 東43：往荒川土手／往東京站丸之內北口

丸之內一丁目（B2出口附近）
- 東20、東22：往東京站丸之內北口

吳服橋（B6、B7出口附近）

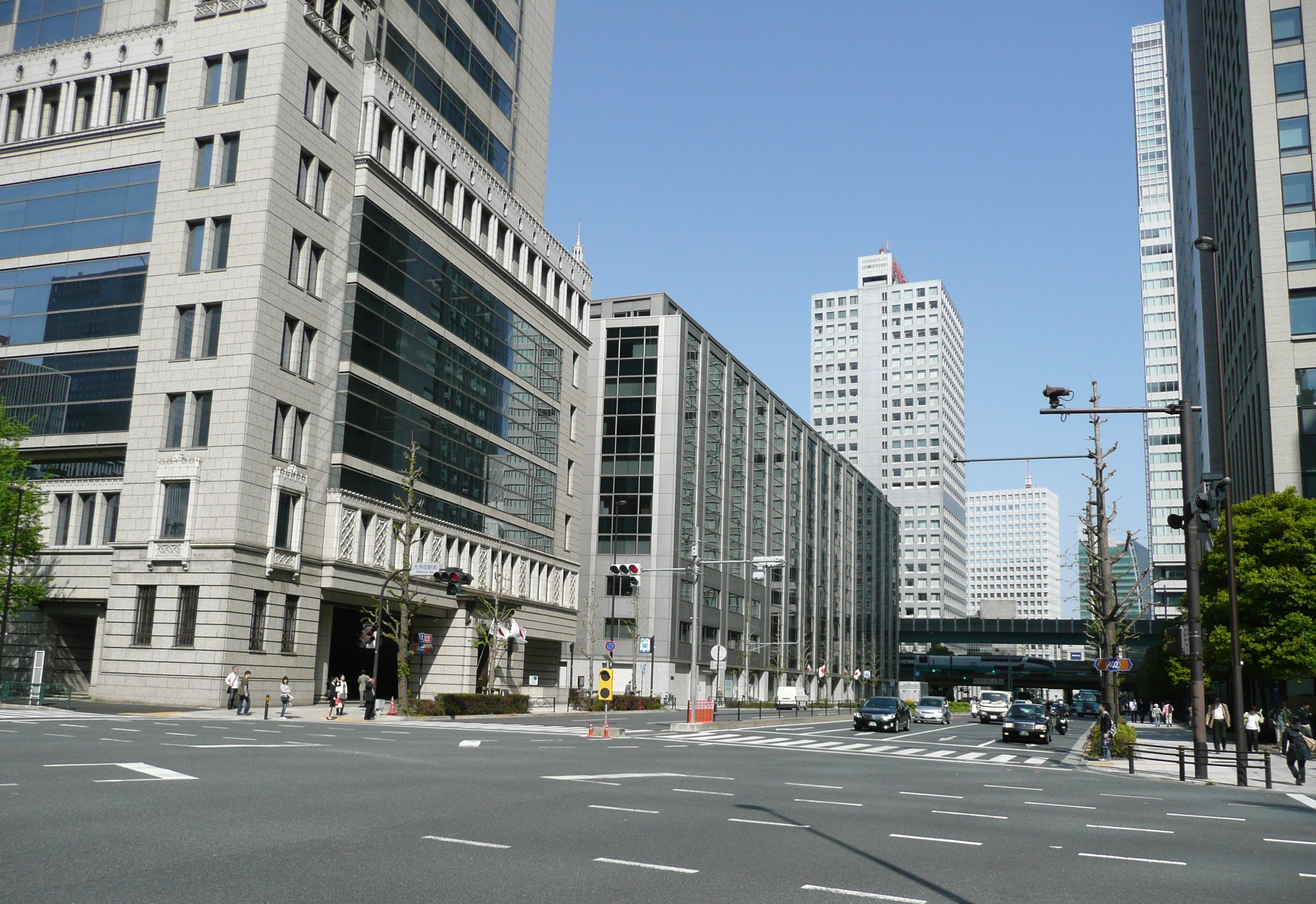
大手町站前交差點（2010年4月29日）

- 東20：經東京都現代美術館往錦糸町站／往東京站丸之內北口
- 東22：經東陽町站往錦糸町站／往東京站丸之內北口

東京產經大樓（A4出口附近）、經團連會館、JA大廈（C2出口附近）、讀賣新聞（C3出口附近）
- 丸之內Shuttle（日语：丸の内シャトル）：往東京會館（日语：東京會舘）、日比谷方向

皇宮酒店
- 機場接駁巴士：往成田機場

## 其他
- 同公司但不連接的JR中央·總武緩行線與常磐緩行線列車透過相互直通運轉可在本站交會。本站是這種情況的首例[9]。
- 全國鐵路車站使用的標誌系統字體「Gothic4550（日语：ゴシック4550）」當初是為本站所設計。現在由於標誌替換，站內不再使用此字體。

## 相鄰車站
東京地下鐵
 丸之內線
東京（M 17）－大手町（M 18）－淡路町（M 19）
 東西線（東陽町以西所有列車各站停車）
竹橋（T 08）－大手町（T 09）－日本橋（T 10）
 千代田線
- □特急浪漫特快「Metro箱根」「Metro江之島」「Metro Morningway」「Metro Homeway」停靠站（小田急線方向只限上車，往北千住只限下車）

■浪漫特快以外列車類別（千代田線內各站停車）
二重橋前〈丸之內〉（C 10）－大手町（C 11）－新御茶之水（C 12）
 半藏門線
神保町（Z 07）－大手町（Z 08）－三越前（Z 09）
都營地下鐵
 三田線
日比谷（I 08）－大手町（I 09）－神保町（I 10）

### 來源
地下鐵1日平均使用人數
地下鐵統計資料
1. ↑  .   [2019-01-06]. （原始内容存档于2016-04-01）.
2. ↑  行政基礎資料集 （页面存档备份，存于） - 千代田区

東京都統計年鑑
1. ↑  昭和31年PDF - 10ページ
2. ↑  昭和32年PDF - 10ページ
3. ↑  昭和33年PDF - 10ページ
4. ↑  .   [2019-01-06]. （原始内容存档于2016-03-05）.
5. ↑  .   [2019-01-06]. （原始内容存档于2016-03-05）.
6. ↑  .   [2019-01-06]. （原始内容存档于2015-06-29）.
7. ↑  .   [2019-01-06]. （原始内容存档于2015-06-29）.
8. ↑  .   [2019-01-06]. （原始内容存档于2015-06-29）.
9. ↑  .   [2019-01-06]. （原始内容存档于2015-06-29）.
10. ↑  .   [2019-01-06]. （原始内容存档于2016-03-05）.
11. ↑  .   [2019-01-06]. （原始内容存档于2016-03-05）.
12. ↑  .   [2019-01-06]. （原始内容存档于2016-03-05）.
13. ↑  .   [2019-01-06]. （原始内容存档于2016-03-05）.
14. ↑  .   [2019-01-06]. （原始内容存档于2016-03-05）.
15. ↑  .   [2019-01-06]. （原始内容存档于2016-03-05）.
16. ↑  .   [2019-01-06]. （原始内容存档于2015-06-29）.
17. ↑  .   [2019-01-06]. （原始内容存档于2015-06-29）.
18. ↑  .   [2019-01-06]. （原始内容存档于2015-06-29）.
19. ↑  .   [2019-01-06]. （原始内容存档于2016-03-05）.
20. ↑  .   [2019-01-06]. （原始内容存档于2016-06-02）.
21. ↑  .   [2019-01-06]. （原始内容存档于2015-06-29）.
22. ↑  .   [2019-01-06]. （原始内容存档于2016-03-05）.
23. ↑  .   [2019-01-06]. （原始内容存档于2015-06-29）.
24. ↑  .   [2019-01-06]. （原始内容存档于2016-03-05）.
25. ↑  .   [2019-01-06]. （原始内容存档于2016-03-05）.
26. ↑  .   [2019-01-06]. （原始内容存档于2016-03-05）.
27. ↑  .   [2019-01-06]. （原始内容存档于2015-06-29）.
28. ↑  .   [2019-01-06]. （原始内容存档于2015-06-29）.
29. ↑  .   [2019-01-06]. （原始内容存档于2015-06-29）.
30. ↑  .   [2019-01-06]. （原始内容存档于2016-03-05）.
31. ↑  .   [2019-01-06]. （原始内容存档于2016-03-05）.
32. ↑  .   [2019-01-06]. （原始内容存档于2015-06-29）.
33. ↑  .   [2019-01-06]. （原始内容存档于2016-03-05）.
34. ↑  .   [2019-01-06]. （原始内容存档于2016-03-05）.
35. ↑  .   [2019-01-06]. （原始内容存档于2016-03-05）.
36. ↑  .   [2019-01-06]. （原始内容存档于2016-03-05）.
37. ↑  .   [2013-07-04]. （原始内容存档于2013-08-15）.
38. ↑  .   [2013-07-04]. （原始内容存档于2013-02-03）.
39. ↑  .   [2013-07-04]. （原始内容存档于2013-02-03）.
40. ↑  .   [2013-07-04]. （原始内容存档于2013-02-03）.
41. ↑  .   [2013-07-04]. （原始内容存档于2013-02-03）.
42. ↑  .   [2013-07-04]. （原始内容存档于2016-03-04）.
43. ↑  平成10年PDF
44. ↑  平成11年PDF
45. ↑  .   [2013-07-04]. （原始内容存档于2016-03-04）.
46. ↑  .   [2013-07-04]. （原始内容存档于2016-03-04）.
47. ↑  .   [2013-07-04]. （原始内容存档于2017-07-29）.
48. ↑  .   [2013-07-04]. （原始内容存档于2017-07-29）.
49. ↑  .   [2013-07-04]. （原始内容存档于2017-07-29）.
50. ↑  .   [2013-07-04]. （原始内容存档于2017-07-29）.
51. ↑  .   [2013-07-04]. （原始内容存档于2017-07-29）.
52. ↑  .   [2013-07-04]. （原始内容存档于2017-07-29）.
53. ↑  .   [2013-07-04]. （原始内容存档于2017-07-29）.
54. ↑  .   [2013-07-04]. （原始内容存档于2016-03-26）.
55. ↑  .   [2013-07-04]. （原始内容存档于2016-03-27）.
56. ↑  .   [2013-07-04]. （原始内容存档于2016-03-25）.
57. ↑  .   [2016-08-14]. （原始内容存档于2016-03-27）.
58. ↑  .   [2016-08-14]. （原始内容存档于2016-03-22）.
59. ↑  .   [2016-08-14]. （原始内容存档于2017-07-30）.
60. ↑  .   [2019-01-06]. （原始内容存档于2018-11-09）.
61. ↑  .   [2019-01-06]. （原始内容存档于2019-05-02）.

## 外部連結
- 東京地下鐵 – 大手町站 （页面存档备份，存于）（繁體中文）
- 大手町 - 東京都交通局